# Gerhard Arminger

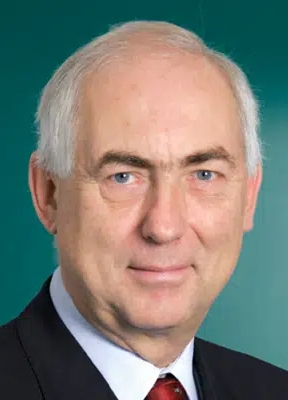
Gerhard Arminger (2016)

Gerhard Arminger (geboren am 7. April 1949 in Salzburg) ist ein österreichischer Sozialforscher, Statistiker und Unternehmer.

## Werdegang und Wirken
Nach der Matura am Akademischen Gymnasium Salzburg (1967) studierte Gerhard Arminger Soziologie an den Universitäten Wien und Linz (JKU, Diplom 1973) und promovierte 1975 in Statistik mit der Arbeit „Loglineare Modelle zur Analyse nominal skalierter Variabler“ an der JKU Linz.
Er war von 1973 bis 1978 Universitätsassistent am Institut für Soziologie II (Leitung damals: Kurt Holm) und Lehrbeauftragter am Institut für Angewandte Statistik (Leitung damals: Friedrich Sixtl) an der Universität Linz und wurde 1979 als ordentlicher Professor (C4) für Wirtschaftsstatistik an die Universität Wuppertal berufen, wo er bis zu seiner Emeritierung 2014 lehrte. Gerhard Arminger erhielt Rufe der University of California in Los Angeles (UCLA), der University of Arizona in Tucson, der University of Indiana in Bloomington, der Universität Wien und der London School of Economics (LSE), die er jedoch ablehnte.
Gerhard Arminger war Fellow am Institute for Advanced Study in Bloomington (Indiana) (1985), sowie Visiting Scholar am Deutschen Institut für Wirtschaftsforschung (DIW) in Berlin (1991), und ist u. a. Honorarprofessor für Statistik in den Sozialwissenschaften an der Universität Salzburg (seit 1998). Er leitete zahlreiche interdisziplinäre Forschungsprojekte, u. a. (im Sonderforschungsbereich der Deutschen Forschungsgemeinschaft „Reduktion von Komplexität“ an der Universität Dortmund) von 1997 bis 2001 das Projekt „Multivariate Prognosesysteme für Warenwirtschafts- und Produktionssteuerung“.
Er co-gründete 1996 als Start-Up-Unternehmer die „SAF Simulation, Analysis and Forecasting AG“, ein Unternehmen für Softwarelösungen im Bereich Logistik und Warenwirtschaft, wo er als wissenschaftlicher Leiter mit seinem Know-how auf dem Gebiet mathematischer Prognoseverfahren einen Beitrag zur Entwicklung der dortigen Software-Lösungen leistete. Die SAF AG wurde 2006 an der Frankfurter Börse gelistet und 2009 von der SAP SE AG übernommen (dem bis dato größten europäischen Software-Unternehmen).
Gerhard Arminger betreibt seit 2001 die Beratungsfirma „Arminger Consulting/Beratung“ und ist auch in verschiedenen Unternehmen aktiv, wie etwa (jeweils seit 2016) bei Hydrogrid Wien oder bei der Directors Ac@demy Hamburg.

## Mitgliedschaften
- Gerhard Arminger ist Mitglied im Netzwerk Wissenschaftsfreiheit.[5]

## Wissenschaftliche Arbeitsschwerpunkte
Gerhard Arminger hat sich im Laufe seiner wissenschaftlichen Laufbahn schwerpunktmäßig folgenden Themen gewidmet:
- Mathematische Statistik

Hier hat er Arbeiten zur Entwicklung der Faktorenanalyse, zu Loglinearen Modellen, zu Probit-Modellen, sowie zu Latent-Variables- und Kovarianz-Analysen beigesteuert.
- Angewandte Statistik und Data Mining

Hier hat Gerhard Arminger Beiträge zur Behandlung von Paneldaten, zu allgemeinen Fragen des Data Mining, sowie zu besonderen sozialwissenschaftlichen Themen oder zu wirtschaftswissenschaftlichen Anwendungen (insbesondere zu CPFR) beigetragen.
- Methoden der empirischen Sozialforschung

Hier gibt es Arbeiten zu quantitativen Methoden der Geschichtswissenschaft, zu Methoden der Psychologie, zu Methoden der Soziologie, sowie zu Methoden der Demographie.
- Konkrete Sozialforschung und Soziologie

Vorhanden sind Forschungen von Gerhard Arminger zur Situation von ArbeitnehmerInnen, zu Fragen der Erwachsenenbildung in diesem Kontext, sowie auch zu Fragen des Nationalsozialismus. Zu nennen sind auch weitere Studien zu konkreten Themen der Sozialforschung, wie Fertilitätsstudien, Unfallforschung, Mediensoziologie, oder Alkoholismusforschung.

## Publikationen (Auswahl)
Gerhard Arminger hat mehr als 30 Bücher in den Bereichen Statistik, Soziologie und Empirische Sozialforschung als Autor, Ko-Autor, Herausgeber oder Ko-Herausgeber veröffentlicht, sowie über 170 wissenschaftliche Artikel und Buchbeiträge in Deutsch und Englisch verfasst. Hier wird eine Auswahl von 33 der mehr als 200 vorliegenden Publikationen präsentiert, die die Bandbreite der Forschungen verdeutlichen kann.

### Bücher
- Loglineare Modelle zur Analyse nominal skalierter Variabler, Verband der wissenschaftlichen Gesellschaften Österreichs (VWGÖ), Wien 1976 (zugleich Dissertation an der Universität Linz)[6].
- Faktorenanalyse, Teubner Verlag, Stuttgart 1979 (Teubner Studienskripten, Statistik für Soziologen, Bd. 3), ISBN 3-519-00024-5.
- (mit Joachim Nemella) Arbeitsbedingungen und Gesundheit österreichischer Arbeitnehmer. Eine empirische Untersuchung. Universitätsverlag Trauner, Linz 1983, ISBN 3-85320-291-8.
- (Hg. mit Konrad Jarausch und Manfred Thaller): Quantitative Methoden in der Geschichtswissenschaft. Eine Einführung in die Forschung, Datenverarbeitung und Statistik, Wissenschaftliche Buchgesellschaft, Darmstadt 1985, ISBN 3-534-09163-9.
- (mit Ulrich Küsters): Programmieren in GAUSS – Einführung in das Programmieren statistischer und numerischer Algorithmen, Georg Fischer Verlag, Stuttgart 1989, ISBN 3-437-40206-4.
- (mit Franz Müller): Lineare Modelle zur Analyse von Paneldaten, Westdeutscher Verlag, Wiesbaden 1990, ISBN 978-3-531-12176-5.
- (Hg. mit Clifford C. Clogg und Michael E. Sobel): Handbook of Statistical Modeling for the Social and Behavioral Sciences, Plenum Press, New York etc. 1995, ISBN 0-306-44805-X.

### Artikel und Buchbeiträge
- Einstellungen von Meistern zu Faktoren beruflichen Führungsstils, Mitwirkung und Mitbestimmung, in: Die Betriebswirtschaft, ISSN 0342-7064, 38. Jg. (1978), S. 609–619.
- Multivariate Analyse von qualitativen abhängigen Variablen mit verallgemeinerten linearen Modellen, in: Zeitschrift für Soziologie, ISSN 0340-1804, 12. Jg. (1983) Heft 1, S. 49–64.
- Involvement of German Students in NS Organisations Based on the Archive of the Reichsstudentenwerk, in: Historical Social Research / Historische Sozialforschung, ISSN 0172-6404, 9. Jg. (1984), Nr. 2, S. 3–34 (auch online: fulltext von „German students ...“, PDF).
- Fallacies and Paradoxes Caused by Heterogeneity, in: Andreas Diekmann und Peter Mitter (Hrsg.): Paradoxical Effects of Social Behavior. Essays in Honor of Anatol Rapoport, Physica-Verlag, Heidelberg 1986, ISBN 978-3-7908-0350-1, S. 323–336.
- (mit Roland Dillmann) Statistisches Schließen und wissenschaftliche Erkenntnis, in: Zeitschrift für Sozialpsychologie, ISSN 0044-3514, 17. Jg. (1986) Heft 3, S. 177–182.
- Linear Stochastic Differential Equation Models for Panel Data with Unobserved Variables, in: Sociological Methodology, ISSN 0081-1750, Jg. 16 (1986), S. 187–212.
- (mit Harald Meyer) Statistische Methoden für system- und prozeßorientierte Modelle in der Psychologie, in: Günter Schiepek (Hrsg.): Systeme erkennen Systeme. Individuelle, soziale und methodische Bedingungen systemischer Diagnostik, Psychologie Verlags Union, München 1987, ISBN 3-621-54703-7, S. 230–251.
- (mit George W. Bohrnstedt): Making It Count Even More. A Review and Critique of Stanley Lieberson's „Making It Count. The Improvement of Social Theory and Research“, in: Sociological Methodology (hg. American Sociological Association, Sage Publishers, London etc.), Jg. 17 (1987), S. 363–372.
- Misspecification, Asymptotic Stability, and Ordinal Variables in the Analysis of Panel Data. in: Sociological Methods & Research ISSN 0049-1241, Jg. 15 (1987) Heft 3, S. 336–349.
- Modelle zur Analyse qualitativer Variablen in stetigem Zeitverlauf, in: Friedhelm Meier (Hrsg.): Prozeßforschung in den Sozialwissenschaften. Anwendungen zeitreihenanalytischer Methoden, Georg Fischer Verlag, Stuttgart u. a. 1988, ISBN 3-437-40184-X, S. 77–92.
- (mit Roland Schoenberg) LINCS: Linear covariance structure analysis, in: Multivariate Behavioral Research, ISSN 0027-3171, 23. Jg. (1988), Heft 2, S. 271–273.
- (mit Konrad Jarausch) The German Teaching Profession and Nazi Party Membership. A Demographic Logit Model, in: The Journal of Interdisciplinary History, ISSN 0022-1953, Jg. 20 (1989), Nr. 2, S. 197–225.
- (mit Kenneth A. Bollen): Observational Residuals in Factor Analysis and Structural Equation Models, in: Sociological Methodology, ISSN 0081-1750, 21. Jg. (1991) Heft 1, S. 235–262.
- (mit Michael E. Sobel) Modeling Household Fertility Decisions. A Nonlinear Simultaneous Probit Model, in: Journal of the American Statistical Association, ISSN 0162-1459, Nr. 417 (1992), S. 8–47.
- Ökonometrische Schätzmethoden für neuronale Netze, in: Georg Bol, Gholamreza Nakhaeizadeh und Karl-Heinz Vollmer (Hrsg.): Finanzmarktanwendungen neuronaler Netze und ökonometrischer Verfahren. Ergebnisse des 4. Karlsruher Ökonometrie-Workshops, Physica Verlag, Heidelberg 1994, ISBN 3-7908-0748-6, S. 25–39.
- (mit Uwe Blien und Michael Wiedenbeck) Reconciling Macro and Micro Perspectives by Multilevel Models. An Application to Regional Wage Differences, in: Ingwer Borg und Peter Mohler (Hrsg.): Trends and Perspectives in Empirical Social Research, Walter de Gruyter, Berlin & New York 1994, ISBN 3-11-014311-9, S. 266–282.
- (mit Andreas Ziegler) Analyzing the Employment Status with Panel Data from the GSOEP. A Comparison of the MECOSA and the GEE1 Approach for Marginal Models, in: Vierteljahreshefte zur Wirtschaftsforschung, ISSN 0340-1707, Heft 1 (1995), S. 72–80
- (mit Andreas Ziegler und Reinhold Bachleitner) Pseudo Maximum Likelihood Schätzung und Regressionsdiagnostik für Zähldaten: Suizid durch Tourismus?, in: Allgemeines Statistisches Archiv, ISSN 0002-6018, Heft 2 (1995), S. 170–195.
- Statistical Methods and Models for the Analysis of Cross-Cultural Data, in: Chikio Hayashi und Erwin K. Scheuch (Hrsg.): Quantitative Social Research in Germany and Japan, Leske + Budrich, Opladen 1998, ISBN 3-8100-1332-3, S. 143–160.
- (mit Jürgen Rehm) Alcohol Consumption in Switzerland 1987–1993: Adjusting for Differential Effects of Assessment Techniques on the Analysis of Trends, Addiction, ISSN 1359-6357, 91. Jg. Nr. 9, S. 1335–1344.
- (mit Daniel Enache und Thorsten Bonne) Analyzing Credit Risk Data: A Comparison of Logistic Discrimination, Classification Tree Analysis and Feedforward Networks, in: Computational Statistics, ISSN 0943-4062, 12. Jg. (1997), Nr. 2, S. 293–310.
- (mit Petra Stein) Finite Mixtures of Covariance Structure Models with Regressors: Loglikelihood Function, Minimum Distance Estimation, Fit Indices, and a Complex Example, in: Sociological Methods and Research, ISSN 0049-1241, Nr. 2, 26. Jg. (1997), S. 148–182.
- (mit Bengt O. Mutheh) A Bayesian Approach to Nonlinear Latent Variable Models Using the Gibbs Sampler and the Metropolis-Hastings Algorithm, in: Psychometrika, ISSN 0033-3123, 63. Jg. (1998) Nr. 3, S. 271–300.
- Anerkannte wissenschaftliche Methoden zur Ermittlung der Zuschaueranteile. Eine Bewertung unter den Aspekten von Wirtschaftlichkeit und Sparsamkeit, in: Reimut Jochimsen (Hrsg.): Zuschaueranteile als Massstab vorherrschender Meinungsmacht. Dokumentation des Symposiums der Kommission zur Ermittlung der Konzentration im Medienbereich (KEK), Vistas Verlag, Berlin 1999, ISBN 3-89158-237-4, S. 55–78.
- (mit Karl Bommert und Thorsten Werner) Innovationen und Beschäftigung in den Multimedia Dienstleistungen, in: Hans-Jörg Bullinger (Hrsg.): Dienstleistungen – Innovation für Wachstum und Beschäftigung: Herausforderungen des internationalen Wettbewerbs, Gabler Verlag, Wiesbaden 1999, ISBN 978-3-322-86913-5, S. 388–405.
- (mit Clifford C. Clogg und Tzuwei Cheng) Analysis of Binary Panel Data and Other Kinds of Repeated Measures Data. A New Approach Using Rasch-Type Models and Finite-Mixture Models, in: Sociological Methodology, ISSN 1467-9531, Jg. 30 (2000), S. 1–26.
- (mit Jörg Wittenberg) Unobserved Heterogeneity in Mean- and Covariance Structure Models, in: Wolfgang Gaul, Otto Opitz und Martin Schader (Hrsg.): Data Analysis: Scientific Modeling and Practical Application, Springer Verlag, Heidelberg etc. 2000, ISBN 3-540-67731-3, S. 81–93.
- (mit Thorsten Bonne): Diskriminanzanalyse, in: Hajo Hippner, Ulrich Küsters, Michael Meyer und Klaus D. Wilde (Hrsg.): Handbuch Data Mining im Marketing, Verlag Vieweg-Gabler, Braunschweig & Wiesbaden 2001, ISBN 3-528-05713-0, S. 193–239.
- Sales and Order Forecasts in the CPFR Process for Retail, in: Dirk Seifert (Hrsg.): Collaborative Planning, Forecasting, and Replenishment: How to Create a Supply Chain Advantage, AMACOM editors, New York etc. 2003, ISBN 978-0-8144-7182-1, S. ?.
- (mit Alexandra Schwarz): Practical Credit Scoring Using Global and Local Statistical Models, in: Claus Weihs und Wolfgang Gaul (Hrsg.): Classification – the Ubiquitous Challenge. Proceedings of the 28th Annual Conference of the „Gesellschaft für Klassifikation e.V.“, Springer Verlag, Heidelberg etc. 2005, ISBN 978-3-540-28084-2, S. 442–449.
- (mit Carsten Schneider und Alexandra Schwarz): Using Analysis of Variance and Factor Analysis for the Reduction of High Dimensional Variation in Time Series of Energy Consumption, in: Allgemeines Statistisches Archiv (Deutsche Statistische Gesellschaft, Verlag De Gruyter), ISSN 0002-6018, 89. Jg. (2005) Nr. 4, S. 403–418.
- (mit Jürgen Wicht und Axel Hopp): Aufbau, Durchführung und Leistungsmessung eines CPFR-Pilotprojekts im Handel, in: Schmalenbachs Zeitschrift für betriebswirtschaftliche Forschung, ISSN 0036-6196, 60. Jg. (2008), Nr. 5, S. 214–240.